# 정인숙 (모델)
정인숙(鄭仁淑, 1945년 2월 13일~1970년 3월 17일)은 서울특별시 시내의 고급 요정의 접대부로 세칭 정인숙 살해 사건의 피해자인, 전직 모델 출신이다. 본명은 정금지(鄭金枝)이고, 정혜미라는 별명을 갖고 있었다.
경상북도 대구 출신이며, 아버지는 대구부 부부윤을 지낸 유력자였다. 성인이 된 후 모델 겸 배우로 잠시 활동하였지만, 죽을 때까지 서울 시내에 있는 고급 요정의 접대부가 되어 당시 국무총리였던 정일권을 비롯한 수수명의 유명 인사와 관계를 맺었다. 
1970년 3월 7일 서울 마포구 합정동 절두산 근처 도로에서 발생한 교통사고를 가장한 사고에 의해 살해되었다. 이 사건의 수사과정에서 그녀와 내연관계에 있는 유력 인사들의 이름이 오르내리게 되면서 많은 사람들이 정인숙에 대해서 관심을 갖게 되었다.

## 생애

### 생애 초반

#### 출생과 가계 배경
정인숙은 1945년 2월 13일 일제강점기 경상북도 대구부 남산정(지금의 대구 남산동)에서 후일 해방 뒤 경상북도 대구부 부부윤(지금의 대구광역시 부시장)을 지낸 정도환과 부인 전덕조의 딸로 태어났다. 아버지 정도환은 자수성가형 인물이자, 행정공무원으로 미군정 시대에 대구부 부부윤 직까지 지냈고 1946년 1월 초, 대구일보 명예회장(1946.01.~1958.03.)에 취임하였으며 재종숙부 정도찬 씨도 자유당 정권에서 경상북도 대구시 부시장 직까지 올라갔다. 일제 시대에 아들만 넷을 둔 정도환의 부인은 종교가 없음에도 어떻게든 딸을 보고 싶어 절에 다니며 불공을 드렸다고 한다. 그의 형제는 7남매로 위로 오빠 다섯 명과, 쌍둥이 자매가 1명 있었다. 쌍둥이 딸이 태어나자 정도환은 이른바 ‘금이야 옥이야’ 길렀는데 이름도 금지(金枝)와 옥지(玉枝)로 했다. 두 쌍둥이는 귀여움을 독차지하였으나 옥지는 생후 1년 반 만에 병사하고, 살아남은 금지가 후일의 정인숙이다.
정인숙은 남부러울 것 없는 유복한 환경에서 어려서부터 귀여움을 받으며 자라났다. 초등학교 시절 그녀에게는 차라리 몸종이랄 수 있는 여자아이 하나를 따로 두기도 했다. 한편 아버지 정도환 씨는 본래 자식 교육에 엄격하였는데, 정인숙의 오빠들 중에는 자신들에게는 차비도 짜게 줄 만큼 인색하면서 딸 하나 둔 것을 버릇없이 길렀다며 불평불만을 하소연하기도 했다. 터울 차이가 났던 두 오빠는 일찍 결혼하여 분가하였으나, 정인숙의 방문을 달갑게 여기지 않았다고 한다.

#### 학창 시절
가정 환경이 넉넉했던 정인숙은 개인교사를 둘만큼 유복하게 자랐다. 예쁘고 천성이 명랑했던 그녀는 천성적으로 붙임성이 좋아 남녀 친구가 많았고, 학업 영어 실력이 빼어났다고 한다.
정인숙은 1956년 대구 S여중에 진학했는데 이때까지만 해도 가정 형편이 넉넉했다. 1958년 3월 초, 여중 3학년 시절에 아버지가 대구매일신문 명예회장(1958.03.~1960.05.)을 부여받는 것도 목도했다. 그러나 1년 이후 1959년 여중 졸업과 동시에 같은 1959년에 신명여고에 진학하여 이듬해 1960년 여고 2학년 때 4·19가 일어났다. 경상북도 대구 부시장 직으로 있던 재종숙부 정도찬이 관직에서 물러남과 동시에 대구매일신문의 명예회장 직으로 있던 아버지 정도환이 언론사  물러나게 되면서 가세가 기울기 시작한다. 특히 아버지 정도환의 갑작스러운 실직은 그녀에게 충격을 주었다. 생활비를 줄이기 위해 대구 남산동 집을 팔고 삼덕동으로 이사하는 등 집안의 형편이 어려워지면서부터 정인숙의 성격도 갈수록 비뚤어지기 시작했다.
가세가 기울면서 그녀는 상당히 방황하였고 경상북도 대구 소재 사립 신명여고에 재학 중에 정인숙의 학교 성적은 중위권 이하로 추락하였다. 그러나 영어 실력만큼은 뛰어났다. 그녀는 일찍부터 영어 회화를 잘했는데, 정인숙이 영어를 잘 했던 것은 오빠들의 도움이 컸다. 당시 일본에서 전기 부속품상을 하거나 무역회사 등을 하던 오빠들은 모두 영어에 능통했다. 정인숙은 결혼하여 분가한 터울이 제법 있는 두 오빠들(둘째오빠, 셋째오빠)의 집에 종종 출입했고, 이런 오빠들 밑에서 영어 실력을 키울 수 있었다.
1962년 신명여고를 졸업 후 1962년 이화여자대학교(영어영문학과)에 지원했으나 낙방했다. 이후 같은 해에 서울문리실과초급대학(영어교육학과)에 입학했으나 학교에는 가는둥 마는둥 하다가 중퇴하였다. 한편 뛰어난 미모로 미스코리아 대회에 나가려고 했으나 가족들의 반대로 인하여 무산되었다. 아버지의 실직과 대학 낙방은 갈수록 그녀의 방황을 부추겼다. 한편, 영화배우가 되고 싶은 꿈에 최인현 영화감독의 제작부와 협력하던 진항범 투자가와 장사공 작가 등을 만났으나 모두 1년여만에 헤어지고, 특히 장사공 작가와 연애하던 중에 임신한 아이는 낙태하였다. 1965년에 모델(겸 배우)에서 은퇴 이후 요정에 들어가 요정업에 종사하게 된다.

### 동거와 이별, 유흥업 진출 계기
1962년 대학을 중퇴한 후 일정한 직업이 없던 그는 '아무리 나 정도의 얼굴이면 영화배우가 될 수 있지 않겠는가'하는 생각을 했고, 서울 충무로 영화가를 전전하였으며 그 와중에 단역 광고 모델 활동하면서 영화에도 단역으로 출연하였고(1965년 은퇴할때까지 3편의 영화 작품에 단역 출연.), 또한 한편으로 문학 공부를 하고자 했었던 정인숙은, 자신에게 문학을 가르쳐줄 마땅한 사람을 찾아다녔다. 결국 인원 물색에 실패는 했지만 1963년 정인숙은 시나리오 작가인 장사공을 만나 1년 정도 교제를 했다. 이 때 정인숙과 장사공은 동거를 했다는 의혹 이 제기되기도 했다. 당시 작가 장사공은 서울 중앙 방송국(지금의 KBS)에 《태양은 늙지 않는다》란 연속극을 집필하고 있었고, 정인숙은 곧잘 친구들에게 “우리 애인은 유명한 작가”라며 자랑하곤 했다. 또한 “장씨와 약혼한 사이며 곧 영화에도 출연하게 될 것”이라고 비치기도 했다. 실제로 정인숙은 장사공의 소개로 S영화사와 접촉이 되어 2,3편의 영화에 단역으로 출연했다. 그러나 신촌과 수유리 등을 전전하며 하숙 생활을 하던 정인숙과 장사공의 동거생활은 오래가지 못했다. 결국 그녀의 타고난 기질과 장사공의 사업 실패가 두 사람의 사이를 갈라놓았다. 장사공은 술을 마시면 정인숙에게 강제로 입을 맞추며 기습적인 키스를 자행하는 등 성적으로 몸을 만지면서 성추행 및 구타했고, 놀라고 만 정인숙은 경상북도 대구의 집으로 도망오기도 했다. 장사공을 예비 사위로 여기던 정도환 내외와 두 오빠(첫째오빠, 둘째오빠)는 그때마다 아이가 아직도 철이 없으니 인내하고 데리고 살라고 거듭 부탁하기도 했다. 그러나 경제적으로도 무능력했던 장사공은 바람을 피우고 있었고, 결혼까지 생각했던 두 사람의 사이는 1년 만에 파탄으로 끝났다.
장사공은 이후 정인숙이 패션 모델과 사진 모델을 하다가 요정 '선운각'에 나가고 있다는 소문을 들었다고 한다. 장사공과의 이별 이후 정인숙의 심경에 어떤 변화가 있었는지, 또 그녀에게 어떤 일이 있었는지는 잘 알려져 있지는 않다.
결국 이때 이미 임신 수 개월이었던 그녀는 서울특별시 내의 한 병원에 가서 아이를 낙태하였다. 학창 시절 이후 사귀던 남자들 중 정인숙은 작가 장사공을 진심으로 사랑하고 있었다 하는데, 실제로 장사공을 향한 정인숙의 마음은 상당히 컸었다고 한다. 그러나 장사공은 후일 방송에 출연하여 자신은 잘못이 전혀 없는 것처럼 진술하기도 했다. 1970년 초 피살되기 한 달 전 그녀는 자신의 한 친구에게 "여러 가지로 골치 아픈 일이 많아 못 살겠다"면서 "그래도 장사공이 제일 잊혀 지지 않고 그립다"고 털어놓기도 했다.

### 유흥업에 종사
정인숙은 장사공과의 동거 중 관계가 악화되면서 비밀요정을 경영하던 마담 김씨를 만난다. 그리고 김마담의 소개로 패션모델로 몇 차례 나서기도 했다. 그러다가 정인숙은 김마담이 경영하는 서울 한남동 고급 요정에 접대부로 나가게 되었다. 이때부터 접대부 생활을 하게 된다. 그 뒤 유명한 요정 선운각으로 옮겼다. 타고난 미모와 영어실력으로 얼마 뒤 선운각의 인기 있는 1급 접대부가 되었다.
고급 요정에 종사하며 큰 돈을 거머쥐면서 씀씀이도 늘어났는데, 선운각에서 처음 만난 사람은 대한민국 정치계 인물인 백두진(전직 초대 임시외자관리청장)과 그의 일행인 B모 씨였었다. 특히 B모씨와 계속 만나다가 그를 통해 공화당과 정부의 주요 인사들과도 만나게 됐다. 그때부터 차라리 그녀는 저명인사들의 노리갯감으로 전락한다. 그 뒤 또다른 정부 고위 인사 백석주(전직 조달청장)의 일행 S모씨를 만났고, 그와의 관계는 석 달 남짓 계속된다. 그러다가 당시 그녀의 미모를 접한 정부의 각료 홍승희(전직 재무부 장관)의 지인 K모 씨가 역시 정부인사 출신의 원용석(전직 경제기획원장)의 측근 A모 씨와 한달간 그녀를 서로 차지하려고 갈등까지 하였었는데, 그 뒤 정인숙은 선운각을 차라리 그만두고 비밀요정으로 옮긴다.
그 뒤 그녀는 다른 요정에도 출입하는 등 여러 요정에 출입하였다. 그러나 주 무대는 처음 들어갔던 곳이고, 마담 김씨가 경영해 오던 한남동의 고급 요정이다. 정인숙은 2류급 여배우와 가수들을 잘 불러내는 것으로 소문난 S마담 집 등에 단골로 불려 다녔다. 그러나 비밀요정 접대부로 나가는 동안에도 그녀는 콧대가 높았다. 인기를 끌면서 그는 반드시 그 날 참석자들을 알아보고 웬만한 이름이 아니면 응하지 않기도 했다. 한 회고에 의하면 당시 불려가는 여배우와 가수를 포함한 접대부 중 그의 미모가 1위였다 한다.
| “ | 청와대 모임에 전국에서 내로라하는 2백여명의 아가씨들이 차출됐는데, 그 중에서 성적순으로 50명을 뽑고, 다시 신원 조회를 통해 25명을 선출했습니다. 그리고 마지막에 미모 순으로 다섯 명을 뽑았습니다. 5명 중 정인숙이 1등으로 뽑혔지요. | ” |

아무리 결과적으로 미스 코리아나 영화배우의 꿈은 이루지 못했으나, 요정에서 그녀의 인기는 그야말로 하늘을 찌를 정도였다. 선운각, 옥류장 등 서울의 일류 요정들은 정인숙을 데려가기 위해 앞을 다투었다고 한다. 선운각 등 최고급 요정에서 호스티스로 일하며 고위층 인사와 교분을 쌓았다. 이때부터 정인숙은 저명인사들의 노리갯감으로 전락, 밤의 꽃으로서의 진면목을 발휘하기 시작했다. 정인숙은 비밀요정을 주 무대로 정부의 A급 고관대작들만 상대했다고 한다. 평소 그는 주위에 “내 말 한마디면 안 되는 일 없다”며 자신이 정치권 고위인사와 ‘깊은 관계’라고 털어놓기도 했다. 이같은 그의 명성 때문에 ‘정인숙 피살 사건’은 제3공화국 최대 ‘섹스 스캔들’로 비화됐다.
이렇게 밤이면 이름 있는 사람들과 접하고 낮과 출근하지 않는 날에는 주로 필동 변두리의 집에서 어머니와 단 둘이 지냈고, 바로 위 오빠인 정종욱은 근처에 살며 자주 왕래하였다. 이곳에 살 때 그녀는 아들을 낳았다. 가끔씩 아버지 정도환이 방문하였으나 딸의 집에 자주 출입하던 정계 인물들을 못마땅하게 여기던 정도환은 주로 집을 비우거나 다른 곳에 가 있었다 한다. 정일권 국무총리가 몇 번 그녀의 집을 방문하는 것이 사람들의 눈에 목격되어 입담으로 전해지게 된다. 정관계 최고의 인사들과 어울리다 서너 번의 임신중절 수술을 받게 된다. 이때 박정희 대통령과도 술자리를 가졌다.
1980년대에 정내혁, 양찬우 등과 함께 국회의원을 지낸 모 인사는 "정인숙을 편력한 이들은 박정희, 박종규, 정일권 씨 등이었다."는 말을 하기도 했다. 그 밖에 이후락 등과도 관계를 갖기도 했다.

### 정일권과의 관계
국무총리였던 정일권을 만난 뒤 그와 잠자리를 같이 하게 되는데, 유독 정인숙을 좋아했던 정일권은 그녀의 집에 수시로 출입하다가 주민들의 눈에 목격되어 결국 입에서부터 입으로 소문이 유포되었다. 그 뒤 그녀가 임신 사실을 알리자 정일권은 낙태를 권유하려다가 결국 접고 대신 애를 낳으라고 하였다. 정인숙은 가족들의 반대를 무릅쓰고 출산하였다.
한동안 선운각의 얼굴마담으로 주가를 높이던 정인숙은 1968년 6월 아들 성일을 낳았다. 그리고 이 해에 그녀는 해외로 나가기 위해 갑자기 수속을 밟았다. 사후 시신 해부에서도 드러났듯이 그녀는 임신중절 수술을 받은 바 있다. 유흥업소에서는 보통 접대부가 아이를 낳는 것은 금기로 되어 있다. 그러나 정인숙은 아기를 낳았다. 아이의 아버지는 유력 인사였고, 아이의 아버지가 누구냐 하는 것은 그녀 자신만이 알고 있었다.
그녀가 아이의 아버지가 누군지 입을 열지 않는 가운데 소문이 확산되었다. 당시 정인숙이 낳은 아들의 아버지는 정일권 혹은 박정희라는 소문이 파다했다. 정인숙은 정일권이 자신을 서운하게 할 때마다 자신이 정일권 총리의 아이를 낳았다는 사실을 떠벌리고 다녀 정일권을 난처하게 한다. 이 사실이 야당 인사들과 박정희 대통령의 귀에 들어가게 될까봐 정일권은 불안해했고, 서둘러 불법 여권 두 개를 만들어 정인숙을 해외로 내보내고 생활비를 풍족하게 줄테니 아이를 키우며 해외에서 조용하게 살라고 당부한다.
그녀는 아이를 낳은 후부터는“내 말 한마디면 안 되는 일 없다”혹은“서교동 집도 아기아빠가 사준 거야” 등의 말을 공공연히 했다. 그러나 주변의 발설에 의해 정일권이 아이의 아버지라는 설이 유포되었고, 이는 신민당 의원들이 국회와 언론에 언급하면서 알려지게 됐다. 계속된 질문 공세에 가족들은 그 아이가 오히려 정인숙의 아이가 아니고 정인숙의 배다른 동생이라고 거짓말을 했다.
신원조회는 당시 중앙정보부장이던 김형욱의 비서실 실장이었던 문학림이 맡았고, 고위층만이 가질 수 있었던 회수여권은 정일권의 비서실 예하 상무비서관 신성재가 주선하였다. 여권 발급 날짜는 1968년 12월 30일이고, 이후 정인숙은 1969년 3월 큰오빠를 만난다는 명분으로 일본에 다녀왔고, 10월에는 워싱턴 D.C. 한인회장 노진환의 안내로 미국에서 3개월 동안 머물다가 1970년 1월 21일 귀국했다.
1968년 12월 30일자로 발급된 출입국 회수여권을 받았다. 아기를 낳은 이후 고급 요정과 비밀요정을 그만두었고, 출입하는 곳에도 잘 나타나지 않았다. 대신 타워호텔, 사보이호텔, 반도조선 아케이드 등에는 자주 나타났다. 1969년 봄 일본에 다녀온 뒤 그해 5월에 서울시내의 고급 코로나를 매입하였다.

#### 출국 배경
그녀의 출국 배경에 대해 일각에서는 정인숙이 자신의 아들을 자꾸 박정희의 소생인 것처럼 행세하고 다녔기 때문이라고 말했다. 3대 중앙정보부장을 지낸 김재춘에 의하면 정인숙의 아이는 박정희의 아들이 아니라고 한다.
정인숙이 아이를 낳은 뒤 자꾸만 고위층(당시 박정희 대통령)의 아들인 것처럼 행세했다. 정 여인은 어쩌면 박통 아이가 아니라는 것을 일찍부터 알고 있었을 것이라고 한다. 그런데도 자꾸만 청와대를 귀찮게 하자 경호실장 박종규가 골치가 아파졌다. 여권을 만들어 미국으로 내보냈으나 자꾸만 귀국하겠다고 해서 일본에도 머물게 했다. 그때 일본에서 박종규 실장과 가장 친한 사람이 정건영 씨였다. 마치이로 통하는 이 교포 사업가는 도쿄에서 손꼽히는 '암흑가의 신사'이기도 했다. 바로 이 정건영 씨에게 정인숙 모자를 돌보아달라고 했던 것이다. 그런데 정건영은 그 대가로 거액의 사업자금을 도쿄의 외환은행에서 빌려 쓸 수 있도록 실력자인 박종규 실장에게 부탁했다.

결국 이 때문에 정인숙이 암살되었다는 설도 있다. 대통령 선거가 일 년 앞으로 다가온 당시, 정인숙에게서 퍼져 나오는 소문이 박정희에게 해를 끼칠 우려가 있었기 때문에 박정희 정권이 그녀를 암살하였다는 이야기였다.

### 생애 후반

#### 방황과 스캔들 확산
출국을 한 정인숙은 무료한 이국생활을 견디지 못하고 갑갑해 한다. 미국 일본 등지를 여행하던 정인숙은 정일권의 반대를 무릅쓰고 귀국하였다. 이때부터 그녀는 다시 남성편력을 시작한다. 국내로 들어온 정인숙은 홀로 호텔나이트클럽, 카바레 등지로 다니며 흥청망청 돈을 쓰고, 마음에 드는 남자를 만나면 잠자리도 같이 하는 등 난잡한 생활을 한다. 이 때는 전과는 달리 주로 돈 잘 쓰는 사람들을 상대했고, 재일교포와 사업가 등 유력 인사들이 그녀를 거쳐 갔다. 1969년 10월 10일 국무총리 정일권의 주선으로 그녀는 아기를 데리고 미국으로 가서 석 달 동안 있다가 되돌아 왔다. 다시 돌아온 그녀는 주변에게“곧 미국에 갈테니 차를 팔아야 겠다”는가 하면“돈 달라는 사람 많아 귀찮아 죽겠다”고 말했다. 한때는“이젠 미국 안 갈래”라고 하기도 했다. 사건 당일인 3월 17일 낮, 자동차 매매업소에 나타나 시보레 6기통짜리를 흥정을 했다.
소문은 이미 국회와 청와대(대통령 비서실)에도 확산되었고, '아이의 아버지가 누구냐고 물으신다면'이라는 풍자곡이 시중에 유행하였다. 난감한 처지에 빠진 정일권은 오빠 정종욱에게 최고의 대우를 약속하고, 동생 정인숙의 사생활을 잘 감시해줄 것을 부탁했다.
당시 그를 목격한 연예기자 정홍택의 회고에 의하면 '그 날도 나는 남산 중턱에 있는 타워호텔 18층 나이트클럽에 갔다. 밤 8시 반쯤 되었을까? 나는 만나기로 한 일행보다 먼저 도착했고 클럽 안에서는 밴드가 연주를 하고 있었는데 젊은 여자 한 분이 카운터에 앉아 술을 마시고 있었다. 나도 술집에서 카운터 앉는 것을 좋아하는 편이라서 그 여인과 몇 자리 떨어진 곳에 앉았다. 가까이 보니 아주 미인이었다. 그리고 얼굴이 하얀 것이 더욱 아름답게 보였다.
내가 카운터에 앉자 그 여인은 나한테 술을 한잔 하겠느냐고 물었다. 나는 어리벙벙했다. 이런 경우 술을 권하는 사람은 대체로 남자 쪽이 아닌가? 나는 솔직히 기분이 좋으면서도 쑥스러웠다. 내 느낌으로는 그녀에게 무슨 깊은 사연이 있는 것 같았다. 금방이라도 쓰러질 것 같은 표정인데다가 우울한 분위기였다. 더욱 더 나를 묘하게 만든 일은 그녀가 밴드에게 연주해 달라고 주문한 노래 때문이었다. 그 노래는 ‘릴리스 미(Release Me)’였다. 이것은 영국의 엥겔버트 험퍼딩크라는 가수가 부른 곡이고 그 당시 세계적으로 크게 히트하고 있었다. “나를 좀 놔 주세요. 떠나갈 수 있게 놔 주세요. 난 더 이상 당신을 사랑하지 않으니까요. 나한테는 새로운 사람이 생겼답니다. 당신의 입술은 차갑지만 그이의 입술은 따뜻합니다.” 이런 가사 내용이다.
그녀는 이 노래를 세 번 네 번 연속으로 부탁을 했고, 악단은 계속해서 연주를 해 주었다. “아하, 이 여인에게 분명히 무슨 사연이 있구나”라고 직감적으로 생각을 했지만 약 두 시간 후에 그렇게 큰 사건의 주인공이 될 줄은 정말로 꿈에도 생각을 못했다. 물론 본인도 몰랐을 것이다. 9시가 조금 지나서 그 여인은 가볍게 목례를 하고 나이트클럽을 빠져 나갔다.'는 것이다.

#### 의문의 암살
1970년 3월 17일 밤 11시경, 서울 마포구 합정동 절두산 근처 도로에서 발생한 교통사고를 가장한 사고에 의해 살해되었다. 정인숙은 현장에서 총상으로 사망하였고 그의 차를 운전하던 넷째 오빠 정종욱은 넓적다리를 관통당하였으나 생존해 있었다. 정종욱은 택시 기사에게 도움을 청하여 구조되었다.
정인숙 사건은 당시 지도층이 얼마나 타락했는가를 극명하게 보여주고 있다. 정인숙의 빨간 가방 안에는 그녀가 생전에 알고 지내던 사회 저명인사 26명의 이름과 전화번호가 고스란히 들어 있었다. 결국 이 사건은 고위층의 부도덕한 타락상을 세상 밖으로 노출시켰다. 그렇지만 이 사건의 전모는 정확히 밝혀지지 않고, 온갖 추측만이 난무하고 있다.
정인숙이 죽던 날 밤 그의 집 안방 아랫목에는 세 살(만으로 두살) 난 아들 정성일이 자고 있었다. 그녀가 죽은 뒤 언론과 검찰의 집중 질문에 가족들은 아이를 정인숙의 배다른 동생이라고 진술하였다. 그러나 어머니를 일찍 잃은 뒤 세간에서 잊혀졌던 정성일은 지난 1991년 언론에 모습을 드러냈고, 이후 기업인 등으로 활동하였다.

### 사후
사후 현장에 있던 친정 오빠 정종욱이 용의자로 지목되어 체포되었다. 사고 당시 발표에 의하면 '정종욱은 난잡한 생활을 하는 데다 자신을 멸시하는 동생을 죽일 결심을 하고 소지하던 권총으로 살해 했다', '정인숙을 쏜 후 혐의점을 피하기 위해 자신의 허벅지를 쐈다'고 발표했으나 정종욱은 진술에서 건너편 차선에 의문의 차량을 봤다고 진술했다.
1주일 후에 나온 검찰 수사 결과에 따르면, 범인은 오빠인 것으로 밝혀졌다. 정종욱은 정인숙의 운전기사 노릇을 하면서 정인숙의 문란한 행실을 지적했으나, 정인숙이 말을 믿지 않고 자신에게 심한 폭언을 가하자 가문의 명예를 위해 누이동생을 암살하고 강도를 당한 것처럼 위장하려 했다는 것이다. 그러나 야당인 신민당에서는 정부 고위층의 개입 의혹을 제기하였다. 정인숙 살해 사건 이후 의혹이 거세지자 박정희 대통령은 관련자를 색출하였으나, 정일권 총리의 해임 선에서 사건을 종결시켰다.
시신은 바로 국립과학수사연구원에 보내진 뒤 공개 부검하였다. 부검 과정에서 낙태 경험이 몇번 있었던 것이 알려졌고 기타 사항은 불문에 붙여졌다. 그의 오빠 정종욱은 신촌세브란스 병원에 이송되었으나 퇴원과 동시에 구속되었다. 정인숙은 경기도 파주 광탄면 용미리 공원묘지에 안장되었다. 후일 그의 부모 역시 그의 묘소 근처에 안장되었다.
정종욱은 사건 직후 "당시 셋째, 넷째 가라면 분해할 정도의 권력을 휘둘렀던 P씨"를 불러줄 것을 요구하기도 했다. 그러나 그의 요청은 거절당했다. 수감과 출소 이후에도 정종욱은 억울함을 하소연하였고, 정일권과 여러 번 만나려 했으나 실패하였다.
정종욱에 대해선 '권세가들에게 희생된 세상에서 가장 억울한 인물 중의 한 사람'이라는 설이 떠돌았다. 한편 정계의 유력자가 은폐하려 했다는 설과 정적관계에 있던 자의 소행이라는 의견이 있으나 구체적으로 밝혀진 것은 없다. 2010년 3월 20일 SBS TV '그것이 알고싶다'는 20일 오후 11시10분 '나는 여동생을 쏘지 않았다 - 정인숙 피살 사건 미스터리'라는 주제로 오래전 정인숙 사건의 실체를 다시 추적해 화제가 되기도 했다.

### 사건의 파장
그러나 수사 과정에서 정인숙의 자택에서 발견된 포켓용 수첩과 장부에 적힌 이름과 일시, 장소, 명단 때문에 희대의 정치스캔들은 더욱 확대되었다. 당시 경찰과 검찰 직원의 부주의로 언론에 드러난 정인숙의 수첩에는 박정희 대통령, 정일권 국무총리, 김형욱 중앙정보부장, 박종규 청와대 경호실장, 장관, 차관급 인사들, 대한민국 국군 장성, 5대 재벌그룹 회장, 국회의원 등 주요 인사 27명을 포함한 권력 실세들 수십여 명 이름과 연락처가 적혀 있었다.
사건 직후에는 나훈아의 노래 〈사랑은 눈물의 씨앗〉을 개사한 노래가 확산되기도 했다.
아빠가 누구냐고 물으신다면 / 청와대 미스터 정이라고 말하겠어요

만약에 그대가 나를 죽이지 않았다면 / 영원히 우리만이 알았을 걸 / 죽고 보니 억울한 마음 한이 없소

성일이가 누구냐고 물으신다면 / 고관의 씨앗이라고 말하겠어요

그대가 나를 죽이지 않았다면 / 그렇게 모두가 밉지는 않았을 걸 / 죽고 나니 억울한 마음 한이 없소

당시 한 청와대 인사는 영부인 육영수 여사가 어디서인지 변조된 가사 전문을 입수, 박 전 대통령에게 따졌다고 전하기도 했다. 이와 관련 박 전 대통령은 “내 아내한테까지 오해를 받고 재떨이까지 날아왔지만 참았다”고 말한 것으로 알려졌다. 청와대 비서실장이었던 김정렴씨는 ‘피살된 정인숙이 박 전 대통령의 여자였다’는 시중의 소문을 박 전 대통령에게 보고하지 않았다가 눈물이 쏙 빠지도록 혼났다고 한다. 이 때문에 나훈아의 노래 눈물의 씨앗은 금지곡으로 지정되기도 했다.
박정희 대통령은 자신은 물론 평소 거느리는 주변 사람들의 여자문제에도 관대한 편이었다. 심지어 김형욱 중앙정보부장이 직원을 시켜 정적이었던 김대중, 김영삼 등의 사생활을 캐서 보고서로 제출하자 화를 내며 찢어버렸다. 그러나 자신과도 술자리 또는 잠자리를 같이 한 정인숙이 정일권과 관계를 맺어 자식까지 두었다는 사실에 크게 분노한다. 박정희 대통령은 이 사건 직후 “정 전 총리를 물러나게 하는 것이 어떻겠느냐”는 주위의 건의에 “남자가 여자 만나는 것은 예사”라며 사건을 무마했다는 후문이다. 그러나 신민당의 정치 공세는 계속되었다. 정일권은 박정희를 찾아가 무릎까지 꿇었다고 했고, 바로 해임을 시키면 세간의 루머만 커질 것을 우려한 박정희는 정일권을 불러 자진 사퇴를 권고한 뒤, 정종욱이 구속된 이후 잠잠해질 무렵 정일권을 해임하고 바로 미국으로 내보냈다. 정인숙 문제로 박정희에게 무릎을 꿇기까지 한 정일권은 하와이에서 쓸쓸한 말년을 보내게 된다.
이후 경찰 수사는 날로 지지부진해졌고 언론 보도가 수사를 차라리 대신하게 되었다.
당시 정치 주요인사 수십여 명의 이름과 연락처가 언론을 통해 보도되면서 사회지도층의 부도덕성은 여론과 시민들의 질타의 대상이 되었다. 당시 세간에는 '육박전' 이란 화두가 나돌았다. 정인숙 문제 때문에 육영수 여사가 박정희 대통령에게 사실여부를 추궁했고, 이것이 부부 싸움으로 이어졌다. 박정희는 육영수에게 재떨이를 던졌는데 이것이 얼굴에 맞았고, 얼마 뒤 육영수의 눈에 푸른 멍이 든 것을 각료들과 청와대 출입 기자들이 목격했다. 이는 박정희 대통령 부부간에 대판 싸움이 벌어진 것을 회화화되어 육박전이라는 풍자용어가 확산되었다. 사건 확산과 자신이 동침한 여자와의 사이에 아이가 태어났다는 점 등 여러 가지 문제로 박정희의 호출에 무릎을 꿇은 정일권은 자신은 정인숙과 사귀긴 했으나 죽이지는 않았다며 억울함을 호소했다.
정성일은 정인숙의 사망 이후 외가에서 살다가 고등학생 때인 1985년 미국으로 건너갔다 1990년에 귀국했다. 정인숙을 죽이고 희생양으로 오빠 정종욱을 내세워 이 사건의 수사를 졸속으로 처리하게 한 배경, 배후는 오리무중이다.

#### 신민당의 공세
사건의 파장은 국회에까지 올라갔다. 겉으로는 범인을 잡아 끝난 것처럼 보였지만 이 사건의 파장은 국회에까지 이르렀다. 1970년 5월 열린 임시국회는 정인숙 사건과 33명의 목숨을 앗아간 와우 아파트 붕괴 사건으로 소란스러웠다. 야당 국회의원들은 대정부 발언을 통해 정인숙 사건과 관련된 의혹을 밝히라고 촉구했다. 그 첫 출발은 법무장관이던 이호가 정인숙 사건을 자진해서 보고한 국정보고에서 시작되었다.
1970년 5월 12일 열린 첫 본회의에서 법무장관 이호는 정인숙 사건을 자세하고 비중 있게 취급해 보고를 했다. 국회 속기록에 남겨진 기록을 보면 정인숙 관련 기록이 4쪽인 것에 비해 와우아파트와 관련된 기록은 3쪽에 불과하다는 사실을 알 수 있다. 이호 장관이 이렇게 자세하게 정인숙 사건을 국회 본회의장에서 다룬 것은, 정인숙 사건을 자신의 발언 선에서 마무리 짓자는 일종의 호소였다. 정인숙 사건을 야당이 더 이상 키우지 않기를 바랐던 것이다.
그러나 같은 1970년, 유진산 당시 신민당 총재는 5월 13일 대정부 질문을 통해 정인숙 사건에 대한 정부의 민감한 대처방식을 통렬하게 비 꼬았다.
어제 이호 법무가 올라 오길래 무슨 법무 행정의 주요 문젠가 했더니 느닷없이 웬 강변3로 여자 살인 사건이란 말야(웃음소리). 대통령이 여자 살인 사건을 갖고서 모처럼 안 하던 결심을 해 갖고서 전 각료들을 국회에 내보내 자진 보고케 하라고(웃음소리). 질문이나 하면 그때 가서 거짓말을 하든지 말든지(웃음소리). 무슨 놈의 오빠가 여동생의 난륜(亂倫)을 분개해 가지고 권총을 쏘았다고. 도대체 무슨 까닭으로 그 문제를 참 지나칠 정도로 상세히 보고하느냔 말야(웃음). 미인사건이라니까 여러분은 흥미가 있을지 모르겠지만, 그런 친절은 없어도 좋지 않느냐 이거요. 국회의원의 질문이 나올 텐데 대통령 지시로 나온 분께서 하필 그 정인숙이라는 괴미인 살인 사건을 장시간 보고하니까 새로운 의문이 생긴다 이겁니다.

대사(大蛇), 큰 뱀으로 불렸던 유진산은 권모술수와 밀실정치에 뛰어났다. 당시 김계원 중앙정보부장은 유진산과 일부 야당 인사들에게 접근해 정인숙 사건을 쟁점화하지 말라고 신신당부했다고 한다. 그러나 유진산은 이를 쟁점화했고 뒤이어 다른 야당인사들도 대정부 질문을 통해 정인숙 사건을 쟁점화시켰다.
유진산 당수를 시작으로 조윤형, 김상현 등의 야당 의원들은 정인숙 사건과 관련된 소문을 전달하고 그 의혹을 추궁했다. 조윤형 의원은 5월 15일 정일권과 정인숙의 관계에 대한 소문을 본회의장에서 공개했고, 대정부 질문을 통해 정인숙 수사에서 불거진 의혹을 밝히라고 요구했다. 조 의원은 이어 경찰이 정 여인 주변에 대해서는 수사하지 않는 이유가 무엇인지 묻고, 경찰은 오빠 정씨가 정 여인 재산을 노리고 열등감에서 살해했다고 하지만 재산 자체가 정 여인 명의로 돼 있어 상속할 수 도 없다는 의문을 제기했다.
조윤형 의원은 또 이 사건에 청부살인의 혐의가 없는가, 검찰이 3월 22일 밤까지 철야 신문하면서 복도에 바리케이드를 치고 변호사를 접근조차 못하게 해서 정씨를 범인으로 자백케 한 것은 아닌가, 정종욱이 병원에서 이 사건에 대해서는 다른 사람에게 얘기할 수 없고 모 인사를 불러달라고 한 것은 이상하지 않은가 하고 물었다. 조윤형 의원에 이어 신민당의 김상현 의원은 박정희 대통령과 정인숙이 관계했을지도 모른다는 다음과 같은 발언을 하기도 했다.
정 여인에 관계된 사람이 26명이나 된다고 하고 총리가 관계되었다, 대통령이 관계되었다, 이렇게까지 얘기가 돌아다닙니다. ...(인용문)... 정 여인 사건은 계획된 각본에 의한 타살이요. 청부 살인 의혹이 있습니다.

김상현의 발언은 즉각 본회의장을 아수라장으로 만들었다. 공화당 차지철 의원을 필두로 고함과 욕설이 튀어나왔고, 이에 맞서 신민당 의원들도 고함을 지르며 공화당 의원들과 맞섰다. 한 여인의 의문에 찬 죽음은 국회 본회의장을 쑥대밭으로 만들었던 것이다. 그러나 야당 의원들의 질문 공세에도 불구하고 의혹은 밝혀지지 않았다. 오히려 국민들의 호기심만 부채질했을 뿐이었다. 야당에서는 그의 암살 사건을 정치 공세로 활용하려 했고, 정부와 공화당은 이를 수습하려 했다.

## 영화배우 시절 단역 출연작

### 단역 영화 전편 출연작
- 1963년 《대지의 지배자》 ... 모델 활동 중 영화배우 데뷔작.
- 1964년 《쌔드 무비》 ... 2번째 영화 출연작.
- 1965년 《첫사랑》 ... 모델 겸 영화배우 은퇴작.

## 가족 관계
- 아버지: 정도환 - 전직 공무원 출신 - 미군정 시대 말기 경상북도 대구부 부부윤(지금의 대구광역시 부시장)을 역임
- 어머니: 전덕조
  - 오빠: 정종진
  - 오빠: 정종구
  - 오빠: 정종욱(1936년 - )
  - 자매: 정옥지(요절)
- 내연: 진항범(별세, 영화 제작자 겸 투자가.)
  - 아이 없음
- 내연: 장사공(張史公, 1933년 4월 14일 - 별세, 전직 영화 시나리오 작가.)
  - 아이 없음
- 내연: 정일권(또는 박정희, 박종규, 이후락 등 다양하다.)
  - 아들: 정성일, 기업인

## 의혹과 논란
사망 사건 당시 경찰 발표에 의하면 “정인숙이 요정에 나가면서 많은 남자와 사귀었고, 심지어 아들까지 낳아 기르는 등 사생활이 좋지 않아 운전을 하던 오빠(정종욱씨)가 권총으로 살해했다.” 이것이 사건의 개요였다. 수사를 담당했던 경찰은 오빠인 정종욱을 범인으로 지목해 누이동생을 살해한 혐의로 구속기소했다. 정인숙의 운전기사 노릇을 하면서 동생의 문란한 행실을 보다 못한 오빠 정종욱이 가문의 명예를 위해 동생을 죽이고 강도를 당한 것처럼 위장했다는 것이다. 사건에 대한 의혹은 지난 40년간 계속됐다. 당시 사건 수사가 정인숙 여인 주변에 대해서는 전혀 이뤄지지 않았다. 오빠의 범행동기가 석연치 않았으며 중요한 범행현장인 사고차량은 사건발생 몇시간만에 다른 곳으로 치워버렸다. 무엇보다 범행도구인 권총조차 발견하지 못했다.
그러나 사건의 범인으로 지목 받은 정인숙의 오빠 정종욱씨는 형을 마치고 교도소에서 출감한 뒤에 기자 인터뷰에서 자신은 범인이 아니라며 억울함을 호소하였다. "나는 범인이 아니다. 아무리 그래도 내가 내 동생을 죽일 수는 없다. 그리고 내 동생 아들 성일이는 정일권 전 국무총리의 아들이 확실하다. 나는 무슨 수를 써서라도 내 누명을 벗을 것이다."는 것이다.
정인숙의 오빠 정종욱은 19년의 형기를 마치고 출옥하고 난 뒤 "동생과 관계했던 고위층이 뒤를 봐준다고 했다는 아버지(정도환)의 회유로 거짓 자백을 했을 뿐, 집앞에 있던 괴한들이 동생을 살해했다"고 주장했다. 이런 숱한 의문점 때문에 정인숙 사건은 단순 살인사건이라는 수사기관의 발표에도 불구하고‘권력기관에 의한 살인’이라는 세간의 의혹을 잠재우지 못한 채 지금까지도 한국 현대사의 미스터리 사건으로 남아있다. 2010년 2월 중앙일보 측에서 어렵게 만난 오빠 정종욱은 "억울해서가 아니라면 수감생활까지 다 마치고 나와 '내가 쏘지 않았다'고 얘기하겠냐"며 그의 결백을 40년이 지난 지금까지 주장했다. 70대 중반에 들어선 그는 "이제 시간이 얼마 남지 않았다"며 "마지막으로 재심청구를 통해서라도 명예회복을 하고 싶다"며 억울함을 호소하였다.

### 저격수의 존재 의혹
정인숙 살해 혐의로 1심에서 사형, 2심에서 무기징역을 받은 뒤 1989년 가석방으로 풀려난 정종욱은 당초의 진술을 번복했다. 2000년 MBC 다큐멘터리 <이제는 말할 수 있다>와의 인터뷰에서 그는 “‘국무총리실에서 심부름 왔다’는 저격수에게 동생이 살해당했다”고 주장했다.

### 사건 검증 결과
2010년 SBS '그것이 알고 싶다' 제작진은 검찰과 국립과학수사연구소에 당시 수사기록의 공개를 요청, 현장감식 기록, 그리고 피해자 정인숙의 부검기록 등을 입수했다. 아울러 의문의 총기사진을 바탕으로, 끝내 발견되지 않았다는 권총을 둘러싼 의혹을 추적해 나갔다. 사건 검증 결과 직접 차량 안에서 총격을 가하지 않고도 정인숙을 저격할 수 있다는 것이 확인되었다. SBS‘그것이 알고싶다’에서는 정인숙 사건을 둘러싼 의혹과 논란을 과학적인 검증을 통해 다각도로 조명해보고자 했다. 이를 위해 제작진은 오빠 정종욱씨와 함께 검찰과 국립과학수사연구소에 당시 수사기록의 공개를 요청, 현장감식 기록과 피해자 정인숙의 부검기록 등을 입수했다.
제작진은 이를 근거로 오빠 정종욱을 범인으로 지목하게 만든 결정적인 증거였던 탄도검사와 화약흔 반응 등이 또 다른 가능성을 포함하고 있지는 않은지 알아봤다. 당시 수사기관은 소매 끝에서 나온 화약흔 반응을 근거로 총을 쏘지 않았다면 오빠의 소매끝에서 화약흔이 나올리 없다며 오빠 정종욱씨의 범행을 확신했다. 하지만 SBS '그것이 알고 싶다' 제작팀이 당시 사고차량의 내부와 동일한 크기의 세트를 바탕으로 총기발사 실험을 한 결과, 정종욱씨의 주장처럼 직접 총을 쏘지 않은 상황에서도 화약흔이 검출됨을 확인할 수 있었다.

### 아이의 친부 논란
1991년 6월 5일 그의 아들 정성일은 서울가정법원에 정일권을 상대로 친자 확인소송을 제기하였다. 그러나 6월 27일 외삼촌 정종구의 권유로 소송을 취하하고 다음날 다시 미국으로 출국했다. 그러나 1993년 다시 정일권을 상대로 서울가정법원에 친자확인소송을 냈으나, 소송 진행 중 정일권의 사망으로 무효화되었다.

#### 정일권 설
1991년 소송 당시 정성일은 "어릴 때부터 외할머니와 외삼촌으로부터 정일권 씨가 1967년 어머니와 교제해 다음해 나를 낳았다는 얘기를 들었다"며 친자확인 소송을 제기했다.
1989년 가석방된 정종욱은 정성일이 정일권의 아들이 틀림없다고 말한다. 그에 의하면 '정일권이 한 달에 한 번 꼴로 서교동 집으로 찾아왔지요. 그리고 동생이 '그이가 아들 하나만 낳아달라고 한다'며 상의를 해 처음엔 가족들이 극구 반대를 했지요. 출산 후에는 일 주일에 한번 꼴로 찾아와 성일이를 안고 즐거워했으며, 늘그막에 아들을 얻어 소원을 이뤘다는 뜻에서 성일이란 이름까지 직접 지어왔어요. 성일이도 자기 아빠가 TV에 비치면 '아빠'라고 소리치며 좋아했지요.'라는 것이다.
박정희 대통령의 비서관이었던 선우련도 정성일이 정일권의 아들이라고 주장한다. 그는 "정일권씨가 1971년 봄, 형님인 선우휘 씨를 찾아와 '이동원 외무장관과 술을 마시는 자리에서 정 여인을 알게 되었으며, 내 아들을 낳았으나 공개할 수가 없다'고 털어놓았다."고 말했다. 그러나 선우휘가 정일권을 만난 1971년과 같은 해에 정일권을 만난 재미언론인 문명자는 정일권에게 "문 기자, 나는 정인숙과 딱 한번 같이 잤는데, 그 아이가 내 아들일 니가 없소. 나는 이미 불임수술을 해서 아이를 낳을 수가 없는 몸이오"라는 말을 들었다고 한다.
2000년대 이후 정성일의 생부가 정일권이라는 견해들이 나오고 있다. 2007년 초 언론의 취재 결과 당시 주변 관계자들의 증언을 통해 숨겨진 사건의 진상이 조금씩 실체를 벗고 있다. 일요신문은 정성일의 판사 납치사건을 취재하는 과정에서 박정희 정권 당시의 여야 국회의원을 찾아다녔고, 이들에 따르면 정 씨의 친아버지는 정일권 전 총리일 가능성이 높으며 정 전 총리는 정 씨 측의 요구로 생전에 적잖은 금전적 도움을 준 것으로 알려졌다. 또한 정 여인의 살해범은 그 가족들조차 넷째오빠로 확신하고 있는 것으로 전해졌다.
일요신문 기자는 골프장 사장 납치 사건을 계기로 정성일 씨의 주변을 취재하던 중 전직 국회의원 등 여러 관계자들로부터 입수한 증언 에 의하면 정성일의 친아버지는 정 전 총리일 가능성이 높으며 94년 타계하기 전까지 적잖은 금전적 도움을 줬음에도 정 씨 측이 자주 손을 벌려 관계가 상당히 멀어졌다는 것이다. 그리고 정 여인의 살해범은 넷째오빠가 거의 확실하다는 것이 공통된 진술이었다.
60~70년대 중정에 몸담았던 이 아무개 전 의원은 “정인숙의 둘째오빠와 고교 동창생으로 아주 친한 사이여서 비교적 그 집안 사정을 잘 안다. 선친은 대구부시장을 지낼 정도로 집안이 괜찮았고 형제들도 모두 똑똑했다. 그런데 다른 형제들에 비해 넷째가 변변한 직업이 없었고 그래서 형제들 사이에서 좀 따돌림을 당했던 것 같다. 그런 오빠를 안되게 여겨 정인숙이 운전기사로 자신의 일을 돕게 했다고 한다. 그런데 돈 씀씀이가 헤퍼 형제들은 물론 여동생과도 불화가 잦았다고 한다”고 전했다. 이 전 의원은 “사고 당시는 물론 지금까지도 친구를 비롯한 그 가족들 모두 넷째오빠를 범인으로 확신하고 있다. 가족들이 그렇게 확신하는데 무슨 다른 의문이 있을 수 있나. 그래서 지금도 넷째는 가족들과 왕래조차 하지 않는다고 한다. 내 친구는 ‘어떻게 우리 집안에 이런 일이 생기나. 오빠가 동생을 돈 때문에 쏴 죽이다니. 정말 집안 망신이다’라며 심하게 자괴했다”고 전했다.
정성일은 '저는 당신의 아들이었습니다'라는 책에서 1991년 11월 미국에서 정일권과 대화를 나눈 상황을 묘사하고 있다. 문을 사이에 두고 한 대화에서 정일권은 정성일에게 "아가야, 나는..... 나는 지금 가슴이 떨려서, 무슨 말을 할 수가 없구나. 내일 아침에 전화를 하고 다시 와주련?"이란 말을 했다고 한다. 그러나 1993년 SBS 주병진 쇼에 출연한 정성일은 "최근 정씨(정일권)가 나와의 직접 통화에서 '당신은 나의 아들이 아니며 내가 모시던 분의 아들'이라고 밝혔다."고 말해 자신이 박정희의 아들일 수 있음을 시사했다.
정성일의 친아버지 논란 역시 정일권일 가능성이 높다는 증언이 이어졌다. 이 전 의원은 “우리 친인척 중의 한 분이 정 전 총리 부인과 이웃에 살며 둘도 없는 친구였다. 사건이 터지기 전부터 정 전 총리 부인이 친구에게 자기 집 남편을 가리키며 ‘어디서 아들 하나를 만들었다’고 한숨짓고는 했다고 한다. 실제 4대 독자였던 정 전 총리에게는 딸만 셋뿐이었기에 생전에 그 모친의 아들 독촉이 아주 성화였다고 한다”고 전했다.
또 다른 한 관계자는 “정 전 총리의 측근인 김 아무개 전 의원과 얼마 전 식사를 함께했는데 이 자리에서 그가 최근 납치범으로 보도된 정 씨에 대해 고개를 흔들더라. ‘(금전적으로) 그렇게 많이 도와줬는데도 툭하면 손을 내밀고 하더니, 그 못된 버릇을 못 버리고 이런 흉악한 범죄까지 저질렀다’고 분개하더라”고 전했다. 기자와의 전화통화에서 김 전 의원은 앞서의 관계자가 전한 ‘금품 지원설’에 대해 “내가 직접 한 것이 아니니 나 말고 정 전 총리의 비서를 지냈던 신 아무개 전 의원이나 김 아무개 전 의원 등에게 물어보라”며 즉답을 피했다.
비서를 지낸 또 다른 김 전 의원 역시 기자의 질문에 “어쨌거나 정확한 DNA 검사를 하지 않았으니 (친아들이라고) 단정할 수는 없다. 다만 당시 정 씨가 넷째외삼촌과 함께 돈을 얻을 요량으로 정 전 총리를 직접 지목하면서 친자확인소송을 하느니 소동을 벌여 상당히 곤혹스러웠다”고 말했다. 또한 그는 “정 씨(정성일)는 적절치 못한 처신으로 외가는 물론 정 전 총리 측과도 완전 결별하다시피 했다. 91년 그가 한국에 와서 친자확인소송을 한다고 했을 때 정 전 총리 측에서 거액을 주고 일단 무마시켰다. 그런데 얼마 못 가서 또 한국에 나타나서 방송 인터뷰니 뭐니 여기저기 말하고 다녀 정 전 총리 측에서 아주 고개를 흔들 정도로 불쾌해 했다고 한다. 심지어는 ‘상종해선 안 될 놈’이라는 막말까지 나올 정도였다고 한다”고 전했다. 또 다른 정 전 총리의 측근인 신 전 의원은 외유 중이어서 통화가 안됐다.
한편 정성일은 2005년 귀국하기 전까지 15년 이상 미국 LA에 머물렀는데 당시 한인사회에서는 비교적 정 씨의 존재를 잘 알고 있었던 것으로 알려졌다. 한인교포사회의 한 관계자는 “이곳 현지 명문대 출신으로 화술이 좋고 생김새가 번듯했던 정 씨는 자동차 세일즈를 하는 것으로 알려졌으나 하는 일에 비해서 씀씀이도 컸고, 스캔들도 제법 많았다. 자신을 ‘정 전 총리의 아들’이라고 자랑삼아 말하기도 했다고 한다. 항간에는 정 전 총리로부터 많은 금전적 지원을 받았다는 소문이 무성했다”고 전했다.

#### 박정희 설
전 중앙정보부장 김형욱은 정성일이 박정희의 아들일 것이라고 주장했다.
그렇다면 초점은 그 아이가 정일권의 아들 정성일이냐, 아니면 박정희의 아들 박성일이냐로 좁아진다. ...(이하 중략)... 자, 문제의 아이 성일군이 정일권의 아들이었다고 치자. 그렇다면 그 아이의 정체를 알 수도 있었을 최대현, 노진환, 문학림이 정일권의 명예를 보호하기 위하여 박정희가 상당한 의혹의 대상이 되는 현실을 감수하면서까지 침묵을 지켰을 것인가? 당시 정일권은 과연 그만한 일을 강행할 만큼의 국정에 실권을 장악하고 있었던가? 그 후 정일권은 국회의원 자격도 없는 노진환을 공화당 전국구 의원으로 밀어 넣고 일등 공신 최대현을 청와대 사정 보좌관실에서 박정희의 비서로 일하게 할 만큼 정치적으로 강력했던가? 어림도 없는 일이었다. 따라서 이 의문들에 대한 나의 대답은 결단코 '아니다!'였다. 이렇게 보자면 성일군의 아버지는 누구였는지가 스스로 명백해진다. 또 하나 명백한 것은 성일군의 아버지가 성일군의 어머니인 정인숙 여인을 살해한 장본인이라는 점이다. 이걸 성일군의 입장에서 보자면 아버지가 어머니를 죽인 골육상쟁극이었다.

#### 기타 인물 설
1971년과 같은 해에 정일권을 만난 재미언론인 문명자는 정일권에게 "문 기자, 나는 정인숙과 딱 한번 같이 잤는데, 그 아이가 내 아들일 니가 없소. 나는 이미 불임수술을 해서 아이를 낳을 수가 없는 몸이오"라는 말을 들었다고 한다. 그러나 정일권이 불임 수술을 한 상태였는지는 확실하지 않다. 1977년 재혼한 부인 사이에 2남매가 출생했기 때문이다. 문명자는 이 글에서 정일권에게 어떻게 된 거냐고 물어보고 싶었지만 정일권이 먼저 불임수술을 풀었다고 말해 그만두었다고 밝히고 있다.
1988년 국회의원 박근혜는 그해 한 여성지와의 인터뷰에서 당시 상황을 다음과 같이 밝혔다. 그에 의하면 정성일의 생부가 박정희는 아니라는 것이다.
아버지(박정희)와 어머니(육영수)는 그때 정 여인과 관련된 당사자를 알고 있었다. 물론 상당한 고위층이었다. 그 사람은 사표를 가지고 아버지에게 찾아와 '제가 관계했던 여자이지만 결코 살인은 하지 않았다'고 울면서 사죄했다. 아버지는 그때 그 당사자를 문책하게 되면 (그가) 살인자로 비쳐질 것을 우려했기 때문에 아무런 조치를 취하지 않은 것 같다.

### 정일권과의 친자 소송
정인숙의 아들 정성일은 귀국 후, 1991년 초 정일권을 상대로 친자 확인 소송을 추진했다가 갑자기 소송을 취소하였다. 정성일의 생부에 대한 논란은 정일권 설과 박정희 설, 박종규 설, 이후락 설, 기타 정부 각료 설 등이 유력하였다. 그러나 정인숙의 유족들은 처음에 정성일을 정인숙의 배다른 동생이라고 하였다가, 나중에는 정일권의 친자라고 주장하였다.
1991년 6월 5일 정성일은 서울가정법원에 정일권을 상대로 친자 확인소송을 제기하였다. 정성일은 "어릴 때부터 외할머니와 외삼촌으로부터 정일권 씨가 1967년 어머니와 교제해 다음해 나를 낳았다는 얘기를 들었다"며 친자확인 소송을 제기했다. 그러나 6월 27일 외삼촌 정종구의 권유로 소송을 취하하고 다음날 다시 미국으로 출국했다.
정성일은 자신의 자서전에서 ‘정 전 총리와 만나지는 못했지만 문을 사이에 두고 서로 눈물의 부자상봉을 했으며, 외삼촌 등의 만류로 친아버지의 입장을 생각해 소 취하를 스스로 했다’고 밝혔을 뿐 금전적 요구나 지원 등에 대해서는 일절 언급이 없었다. 정종욱은 소송 취하 배경에 대해“조카 정씨가 아버지의 존재를 확인했다”며 “그를 살려야 가족이 살 수 있다는 생각으로 소송을 취하했다”고 말한 바 있다. 소송 취하 배경에 대해 2007년 4월의 교포사회 한 언론은 보도에서 “정 씨와 사귀던 한 여인이 ‘정 씨가 91년 친자확인소송 취하로 80만 달러를 생부에게 받았다는 것만 들었다’고 전화인터뷰에서 밝혔다”는 진술을 인용해 보도했다.
정일권의 한 측근은 '91년 그가 한국에 와서 친자확인소송을 한다고 했을 때 정 전 총리 측에서 거액을 주고 일단 무마시켰다.'고 진술하였다.
그렇지만 아버지를 찾기 위한 정성일의 노력은 계속되었다. 1993년 3월 '저는 당신의 아들이었습니다'(행림, 1993)이란 책을 낸 정성일은 1993년 5월, 서울가정법원에 정일권을 상대로 친자 확인소송을 다시 제기했으나, 1994년 1월 정일권이 타계함으로써 정성일의 노력은 무산되고 말았다.

## 기타
19년 만에 출소한 정종욱은 정일권을 찾아가 만나겠다고 했으나, 정일권의 면담 거부로 문앞에서 나왔다. 그 뒤에도 정종욱은 여러 번 정일권을 만나자고 했으나 직접 만나지는 못하고 정일권의 비서로부터 3,500만원을 생활비조로 받아냈다. 이후 정일권의 비서로부터 몇번의 생활비를 얻어냈다. 그러나 정성일이 자신의 친자라는 것은 끝까지 인정하지 않았다. 아들 정성일은 미국에서 귀국, 국내로 들어와 정일권을 만나려 했으나 정일권이 계속 만나주지 않자 친자확인소송을 벌였는데, 돌연 소송을 취하하였다. 소송 취하의 배경을 놓고 의혹이 제기되었으나 확실한 것은 없다.
중앙정보부장을 지낸 김형욱은 자신의 회고록에서 정인숙을 혹평하였다. 정숙해보이는 외모와는 달리 밤이면 밤마다 성욕에 미친 여자로 혹평했으며, 대통령과 총리, 재벌 회장, 고위 관료들이 모두 연루되어 있어 김형욱의 중정에서조차 처치 곤란해서 쩔쩔맸다고 한다.
사건 이후 "강변 3로, 오빠 조심, 명함 조심"이란 유행어가 돌기도 했다.

### 외모
166cm의 키에 얼굴이 계란형 이었다.

## 같이 보기
| - 제3공화국 - 중앙정보부 - 정인숙 암살 사건 - 요정 정치 - 정일권 - 박종규 - 이후락 - 박정희 - 김종필 - 윤치영 - 정구영 - 김대중 | - 제4공화국 - 신정아 게이트 - 신정아 - 김형욱 - 김재규 |

## 관련 자료
- '베일 속의 사치', 한국일보 1970년 3월 20일자 7면
- '그녀가 만난 처음과 마지막 남자' 한국일보, 1970년 3월 24일자, 6면
- 여영무, '추적 정인숙 미스터리', 《신동아 1983년 9월호》 (동아일보사, 1983) 168쪽
- 땅에 묻은 스캔들-정인숙 피살사건 MBC 이제는 말할 수 있다 2000-10-08자 방송
- “나는 여동생을 쏘지 않았다”- 정인숙 피살 사건 - 그것이 알고 싶다
- 보관됨 2000-12-08 - 웨이백 머신 한겨레 2000년09월29일

## 참고 문헌
- 강준만, 《한국현대사산책:1970년대편 1》 (인물과 사상사, 2006)
- 정길화·김환균 외, 《우리들의 현대침묵사-한국현대사 미스터리 추적》(도서출판 해냄, 2006)
- 김환표 외, 《스캔들에 갇힌 영혼들:시사인물사전 16》 (인물과사상사, 2002)
- 이병주, 《그해 5월》 6 (한길사, 2006)
- 정성일, 《저는 당신의 아들 이었습니다》 (행림, 1993)
- 김재홍, 박정희의 유산 (푸른 숲, 1998) 25-26쪽